# Toyoki Kunitake

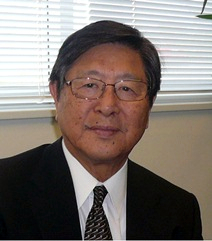
Toyoki Kunitake

Toyoki Kunitake (japanisch 國武 豐喜, Kunitake Toyoki; * 26. Februar 1936 in Kurume, Präfektur Fukuoka) ist ein japanischer Chemiker und Materialwissenschaftler.
Kunitake wurde 1962 an der University of Pennsylvania in Chemie promoviert und war als Post-Doktorand am Caltech. 1963 wurde er Associate Professor und 1974 Professor an der Universität Kyūshū.
1999 wurde er Leiter der Gruppe Spatio-Temporal Function Materials bei der RIKEN. 2001 wurde er Vizepräsident der Universität Kitakyūshū und 2007 Direktor der Firma NanoMembrane Technologies.
Er ist Präsident der Kitakyushu Foundation for the Advancement of Industry, Science and Technology.
Er gilt als Pionier molekularen Selbstzusammenbaus und der Entwicklung synthetischer dünner Polymerfilme aus zwei Schichten. Die Entdeckung, dass synthetische organische Moleküle spontan Zweischicht-Membranen wie bei Zellwänden in der Biologie aufbauen können, gelang ihm 1977.
2015 erhielt er den Kyoto-Preis. Er wurde 2007 als Person mit besonderen kulturellen Verdiensten ausgezeichnet, erhielt 1990 den Preis der japanischen chemischen Gesellschaft und 2001 den Preis der Japanischen Akademie der Wissenschaften. 1999 erhielt er die Medaille am purpurnen Band, 2011 den Orden des Heiligen Schatzes und 2014 den Kulturorden.

## Schriften
- mit Y. Okahata:  A Totally Synthetic Bilayer Membrane, J. Am. Chem. Soc., Band 99, 1977, S. 3860–3861
- mit anderen:  Formation of Stable Bilayer Assemblies in Water from Single-Chain Amphiphiles. Relationship between the Amphiphile Structure and the Aggregate Morphology, J. Am. Chem. Soc., Band 103, 1981, S. 5401–5413.
- Synthetic Bilayer Membranes: Molecular Design, Self-Organization, and Application, Angewandte Chemie International Edition, Band 31, 1992, S. 709–726.
- mit Y. Lvov u. a.: Assembly of Multicomponent Protein Films by Means of Electrostatic Layer-by-Layer Adsorption, J. Am. Chem. Soc., Band 117, 1995, S. 6117–6123, 1995.
- mit K. Ariga u. a.:  Assembling Alternate Dye-Polyion Molecular Films by Electrostatic Layer-by-Layer Adsorption, J. Am. Chem. Soc., Band 119, 1997,  2224–2231